# Sojuz MS-11
Sojuz MS-11 fu un volo astronautico verso la Stazione Spaziale Internazionale (ISS) e parte del programma Sojuz, e fu il 140° volo con equipaggio della navetta Sojuz dal primo volo avvenuto nel 1967. Dopo l'incidente della Sojuz MS-10, l'equipaggio della Sojuz MS-11 che doveva far parte dell'Expedition 58/59 fu spostato alle Expedition 57/58. L'equipaggio partì il 3 dicembre 2018 dal Cosmodromo di Bayqoñyr per prender parte ad una missione di sei mesi durante le Expedition 57/58. Dopo 203 giorni in orbita, il 25 giugno 2019, l'equipaggio atterrò nel Kazakistan.

## Equipaggio
| Ruolo               | Equipaggio                                          | Equipaggio                                          |
| ------------------- | --------------------------------------------------- | --------------------------------------------------- |
| Comandante          | Oleg Kononenko, Roscosmos Expedition 57 Quarto volo | Oleg Kononenko, Roscosmos Expedition 57 Quarto volo |
| Ingegnere di volo 1 | David Saint-Jacques, CSA Expedition 57 Primo volo   | David Saint-Jacques, CSA Expedition 57 Primo volo   |
| Ingegnere di volo 2 | Anne McClain, NASA Expedition 57 Primo volo         | Anne McClain, NASA Expedition 57 Primo volo         |

### Equipaggio di riserva
| Ruolo               | Equipaggio                                  | Equipaggio                                  |
| ------------------- | ------------------------------------------- | ------------------------------------------- |
| Comandante          | Aleksandr Skvorcov, Roscosmos Expedition 57 | Aleksandr Skvorcov, Roscosmos Expedition 57 |
| Ingegnere di volo 1 | Luca Parmitano, ESA Expedition 57           | Luca Parmitano, ESA Expedition 57           |
| Ingegnere di volo 2 | Andrew Morgan, NASA Expedition 57           | Andrew Morgan, NASA Expedition 57           |

## Esami del GCTC prima del lancio

### Esame di Teleoperatore
Il primo esame che i comandanti delle Sojuz dell'equipaggio principale Kononenko e quello di riserva Skvortsov hanno dovuto superare era quello di Teleoperator. Simulando di essere a bordo della ISS hanno dovuto prendere il controllo di una navicella senza equipaggio Progress che non era riuscita ad attraccare autonomamente e farla attraccare manualmente in sicurezza. Durante l'esame i cosmonauti hanno dovuto affrontare i diversi scenari presenti nella busta da loro scelta all'inizio dell'esame.

### Esame in modalità manuale senza telemetria
I comandanti con il loro ingegnere di volo 1 (Principale: Kononenko e Saint Jacques; Riserva: Skvortsov e Parmitano) hanno superato l'esame del controllo manuale di avvicinamento della navicella con equipaggio Sojuz MS. I comandanti hanno lavorato all'interno del modulo di discesa mentre gli ingegneri di volo 1 nel modulo orbitale. La Commissione ha valutato le capacità degli equipaggi di gestire i sistemi della Sojuz MS in modalità manuale nel caso di guasto all'automazione durante l'avvicinamento alla ISS. In conformità con le due buste scelte gli equipaggi hanno dovuto occuparsi di una serie di situazioni d'emergenza introdotte dagli istruttori del GCTC. Nel caso dell'equipaggio principale Kononenko dopo aver perso la telemetria dal sistema automatico è passato alla modalità manuale ed ha continuato l'attracco con la distanza e la velocità che Saint Jacques gli riferiva dal modulo orbitale. Oltre alla riuscita dell'attracco, i parametri fondamentali da tener conto erano il tempo di esecuzione della manovra, la velocità della navicella e consumo di carburante.

### Esame dell'attracco manuale e del ri-attracco
A differenza dell'esame in modalità manuale senza telemetria in cui comandante e ingegnere di volo 1 lavorano in coppia, in questo esame entrambi hanno dovuto dimostrare separatamente le loro abilità nel pilotare la Sojuz durante un attracco, uno sgancio e un altro attracco alla ISS. Ogni busta scelta da un membro dell'equipaggio conteneva quattro scenari con altrettante emergenze: l'attracco ad un boccaporto, il trasferimento da un boccaporto ad un altro, una modalità di volo specifica della ISS e la modalità di sicurezza con la velocità radiale elevata della navicella.

### Rientro manuale e giornata tipica sulla ISS
I comandanti e gli ingegneri di volo 1 hanno svolto l'esame di rientro manuale nel simulatore TC-7 dentro la centrifuga TsF-7, utilizzato nel caso in cui il controllo automatico non funzioni. Questo esame viene svolto in centrifuga perché le azioni svolte dal membro dell'equipaggio all'interno del simulatore causa una variazione nella velocità e quindi dal numero dei g prodotti dalla centrifuga. Il controllo nel modulo avviene tramite il dispositivo di controllo manuale che modificando la rotazione del modulo varia il luogo di atterraggio e i g subiti.
L'esame successivo è stato svolto da entrambi gli equipaggi (questa vola con la presenza dell'ingegnere di volo 2; Principale: McClain, Riserva: Morgan) nel mockup del Segmento russo della ISS. Gli equipaggi hanno passato una tipica giornata di lavoro con situazioni nominali e non nominali. Hanno dovuto controllare i sistemi di supporto vitale della Stazione, condurre esperimenti scientifici e medici pianificati nel futuro programma di volo, comunicare con il Centro di controllo di Mosca, registrare video di auguri, ecc. Delle numerose anomalie possibili come problemi alle comunicazione e guasti nel sistema di supporto vitale, gli equipaggi hanno affrontato la depressurizzazione simulata di uno dei moduli del segmento russo.

### Primo esame completo
Terminati gli esami parziali, l'equipaggio principale e di riserva al completo devono affrontare due intere giornate di esami. Il primo giorno un equipaggio svolgerà gli esami nel simulatore della Sojuz mentre l'altro equipaggio lavorerà al mockup del Segmento russo, il giorno successivo si invertiranno i ruoli. 
Il 13 novembre l'equipaggio principale ha scelto una delle quattro buste con all'interno nascoste le situazioni di emergenza che avrebbero svolto durante l'esame nel Segmento russo. Durante l'esame l'equipaggio ha risolto con successo l'anomalia nel sistema di filtraggio atmosferico, un guasto del ricevitore VHF-1 e un guasto al dispositivo igienico-sanitario. Nella fase finale dell'esame hanno dovuto affrontare una delle tre emergenze maggiori sulla ISS: la depressurizzazione del Segmento russo (le altre due sono incendio e contaminazione di ammoniaca).
L'equipaggio di riserva invece ha svolto l'esame nel simulatore della navicella Sojuz MS. Dopo essersi presentati davanti alla commissione ed essersi dichiarati idonei al volo, il comandante Skvortsov ha scelto una delle cinque buste con all'interno le anomalie che avrebbero affrontato durante l'esame. Le anomalie che hanno individuato e poi risolto sono state il guasto dell'VHF del ricevitore principale, il rilevamento di una perdita nella valvola di riduzione di pressione e problemi ad una cartuccia che ha portato all'aumento del livello di anidride carbonica nel modulo di discesa.

### Secondo e ultimo esame completo
Il 14 novembre 2018 l'equipaggio principale ha svolto l'esame della Sojuz mentre l'equipaggio di riserva quello nel Segmento russo. 
Nel simulatore Sojuz l'equipaggio principale si è occupato dell'arresto dei sistemi radio Kurs-1 e Kurs-2 ad una distanza di 5 km dalla ISS continuando l'attracco in modalità manuale e la depressurizzazione dei serbatoi di propellente che ha richiesto l'interruzione della missione simulata e il ritorno immediato sulla Terra.
L'equipaggio di riserva nel Segmento russo si è dovuto occupare del guasto al sistema Electron, dei malfunzionamenti nel dispositivo igienico-sanitario e problemi di comunicazione tra il Segmento russo e quello americano. Hanno dovuto inoltre svolgere una manovra per allontanare la ISS dai detriti spaziali e la procedura in caso di incendio nel Segmento russo della Stazione.
La Commissione Interdipartimentale (IAC) al termine degli esami ha approvato il trasferimento degli equipaggi a Bayqoñyr dove hanno trascorso due settimane in quarantena in vista del lancio del 3 dicembre 2018 dell'equipaggio principale.

## Missione

### Lancio e attracco

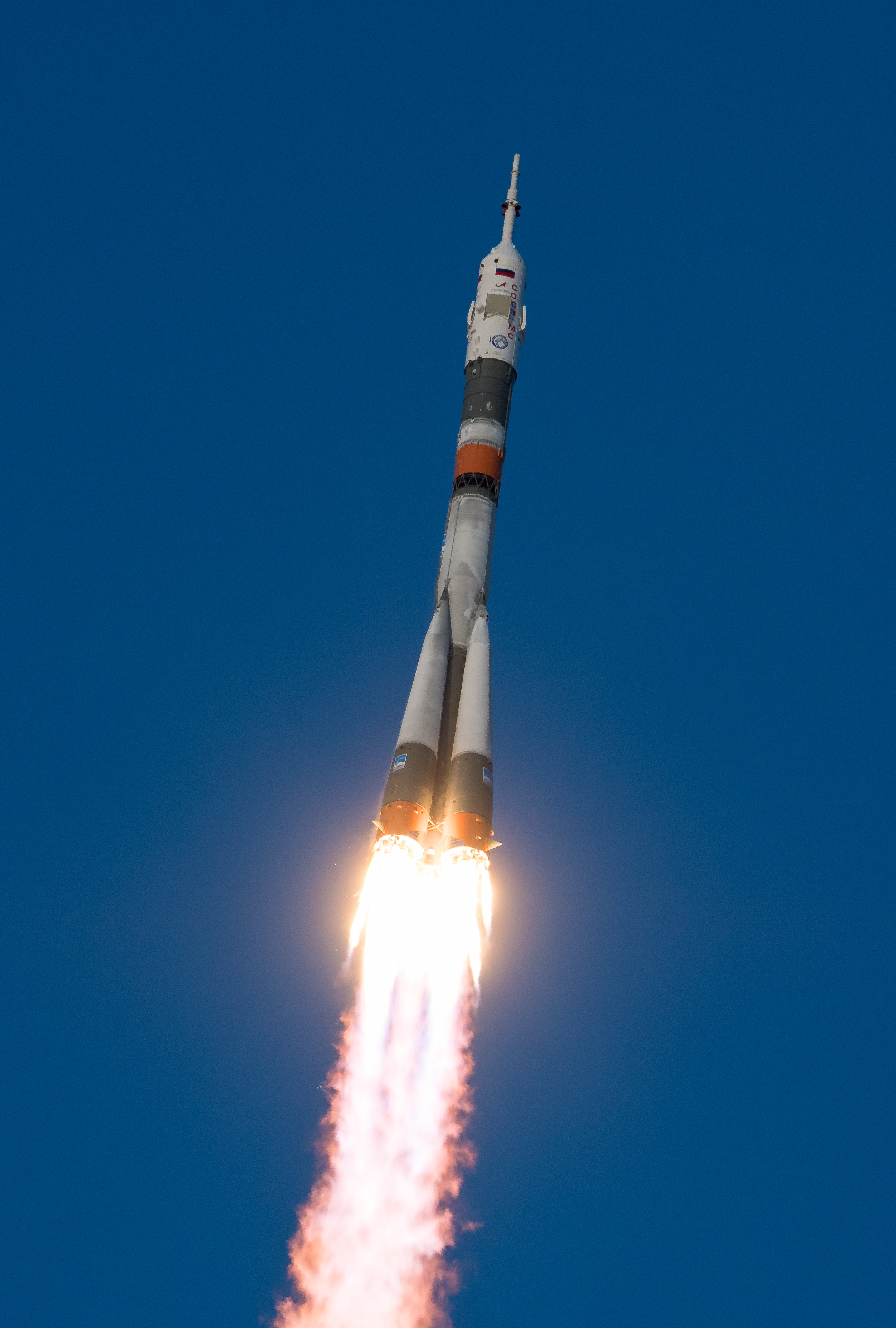
Sojuz MS-11 durante il lancio

Il lancio della Soyuz MS-11 era originariamente previsto per il 20 dicembre 2018. La navicella spaziale doveva trasportare tre astronauti sulla ISS per espandere la Expedition 58 da due a cinque persone. A causa del lancio fallito della Soyuz MS-10, questo piano non è stato portato a termine; tutti i lanci con equipaggio furono sospesi. Il lancio della Soyuz MS-11 fu quindi programmato prima del previsto per non lasciare la ISS senza equipaggio dopo il ritorno della Soyuz MS-09.

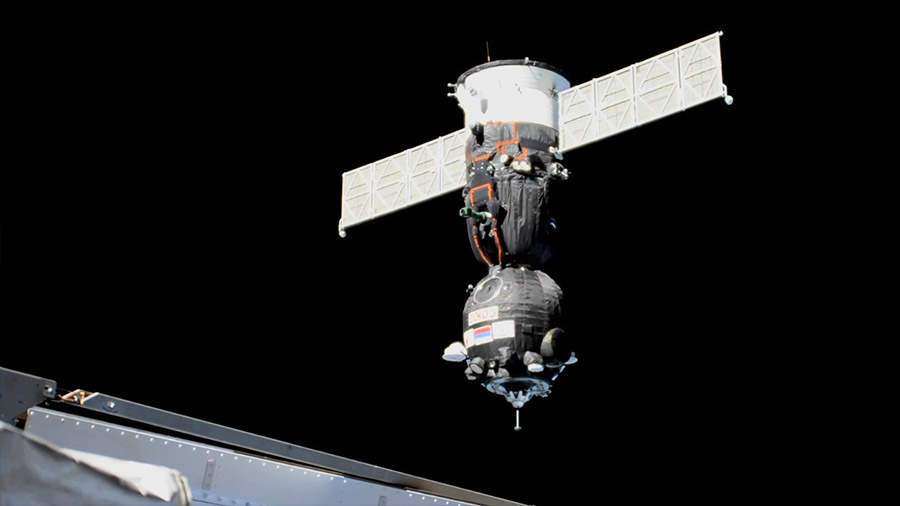
Sojuz MS-11 durante la fase di attracco con la ISS

Il lancio della Sojuz MS-11 con il suo equipaggio avvenne il 3 dicembre 2018 alle 11:31 UTC dalla rampa di lancio 1 del Cosmodromo di Bayqoñyr a bordo di un lanciatore Sojuz FG. Il seggiolino centrale del Modulo di Rientro era occupato dal comandante russo Oleg Kononenko, quello di sinistra dall'ingegnere di volo-1 canadese David Saint-Jacques e quello di destra dall'ingegnere di volo-2 americano Anne McClain. L'attracco della Sojuz con il modulo Poisk del Segmento russo della Stazione avvenne dopo sei ore e quattro orbite intorno alla Terra, alle 17:33 UTC. La Sojuz MS-11 ha consegnato 152 kg di carico alla ISS.

### Permanenza nella ISS
Oleg Kononenko, David Saint-Jacques e Anne McClain hanno trascorso sei mesi e mezzo a bordo della ISS. A causa della mancanza dell'equipaggio dell'MS-10, presero parte a tre spedizioni invece delle solite due, dalla spedizione 57 alla 59, anche se la prima durò solo due settimane. Kononenko diventò così il terzo comandante nella storia della ISS a prestare servizio in due spedizioni consecutive (58 e 59).
Il 5 dicembre, il cosmonauta Oleg Kononenko iniziò un esperimento sulla stampa di tessuti viventi sulla biostampante 3D Organaut. Nel dicembre 2018, i tessuti e i campioni ottenuti a seguito dell'esperimento sono stati portati a terra a bordo della Soyuz MS-09, dopo di che è iniziata la loro ricerca.

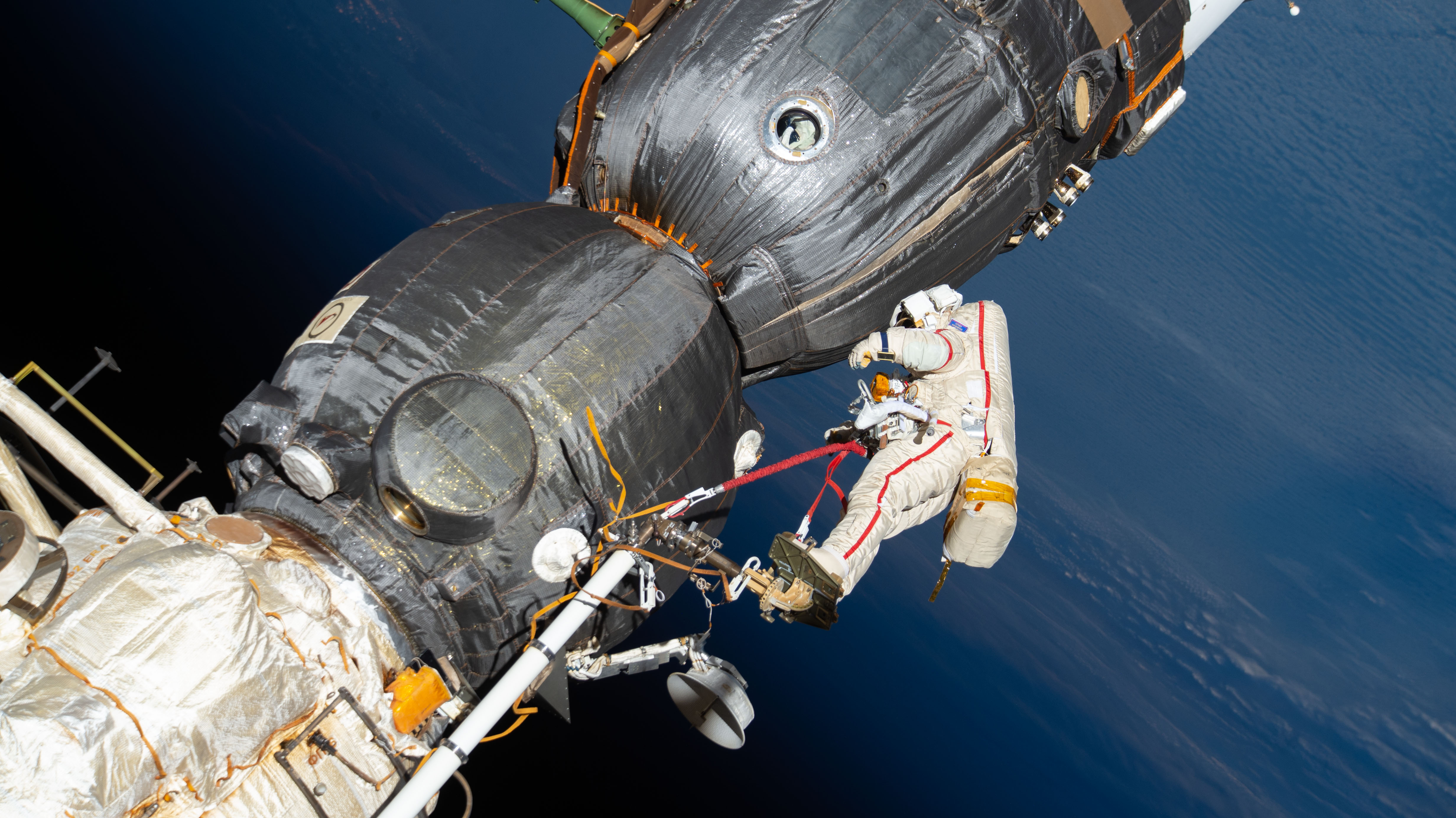
Kononenko vicino alla Sojuz MS-09 durante l'EVA

L'11 dicembre 2018, i cosmonauti russi Oleg Kononenko e Sergei Prokopyev hanno effettuato un'attività extraveicolare nello spazio per ispezionare lo scafo esterno della navicella spaziale Soyuz MS-09. La durata dell'attività è stata di 7 ore e 45 minuti.  Sulla superficie esterna del compartimento abitativo della nave trovarono un piccolo foro, che non creò alcun pericolo per l’equipaggio della ISS e non ha minacciato la sicurezza dell’equipaggio della nave al suo ritorno sulla Terra.

### Sgancio dalla ISS e atterraggio
Lo sgancio è avvenuto il 24 giugno 2019 alle 23:25 UTC, segnando l'inizio dell'Expedition 60 della ISS con Aleksej Ovčinin come comandante. L'atterraggio è avvenuto il giorno successivo, circa 3 ore e mezza dopo, nella steppa kazaka.